# Kampung Dalam (Senapelan)
Kampung Dalam is een bestuurslaag in het regentschap Pekanbaru van de provincie Riau, Indonesië. Kampung Dalam telt 2908 inwoners (volkstelling 2010).